# Дуб Тамме-Лаурі

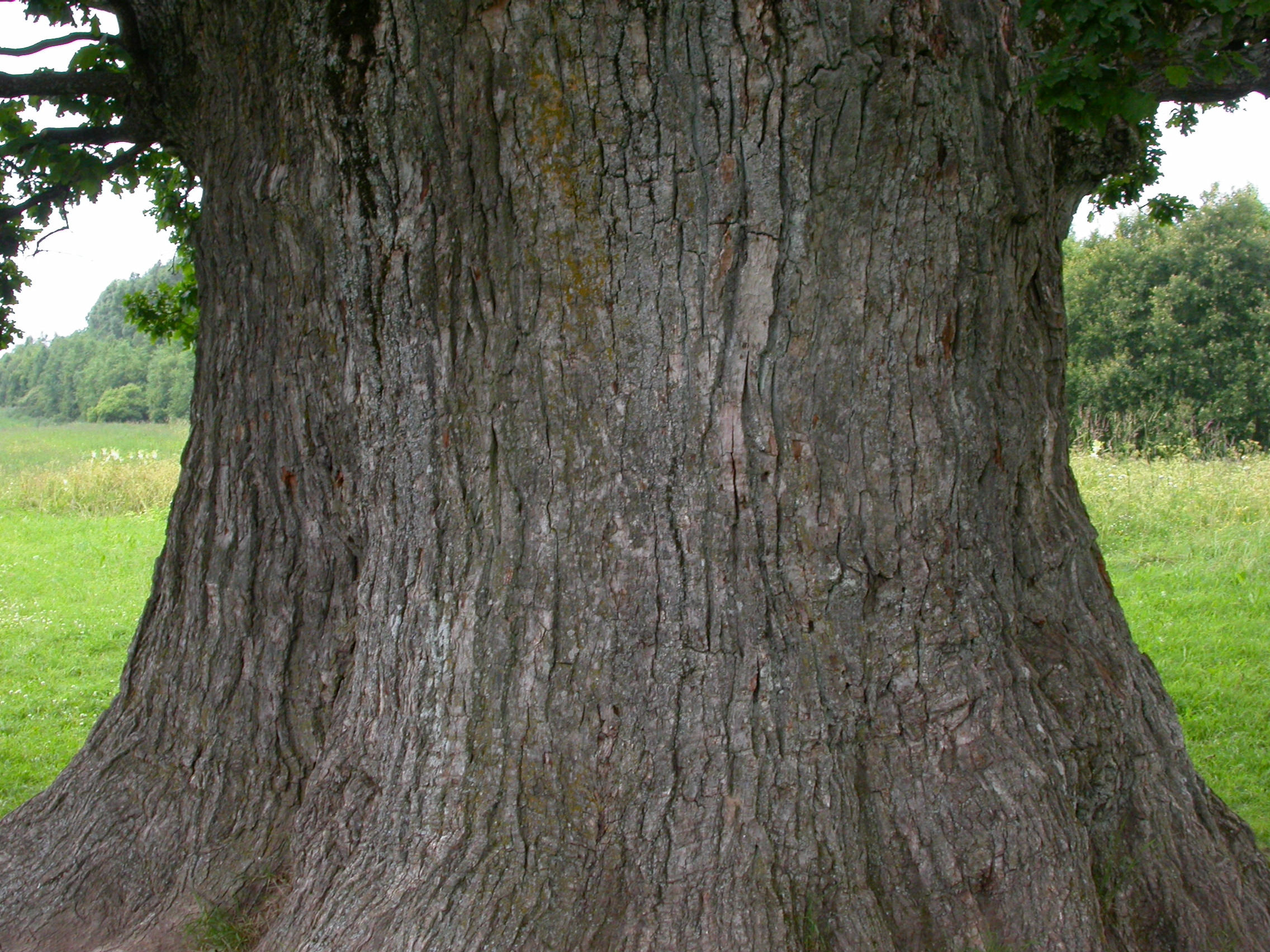
Дуб Тамме-Лаурі

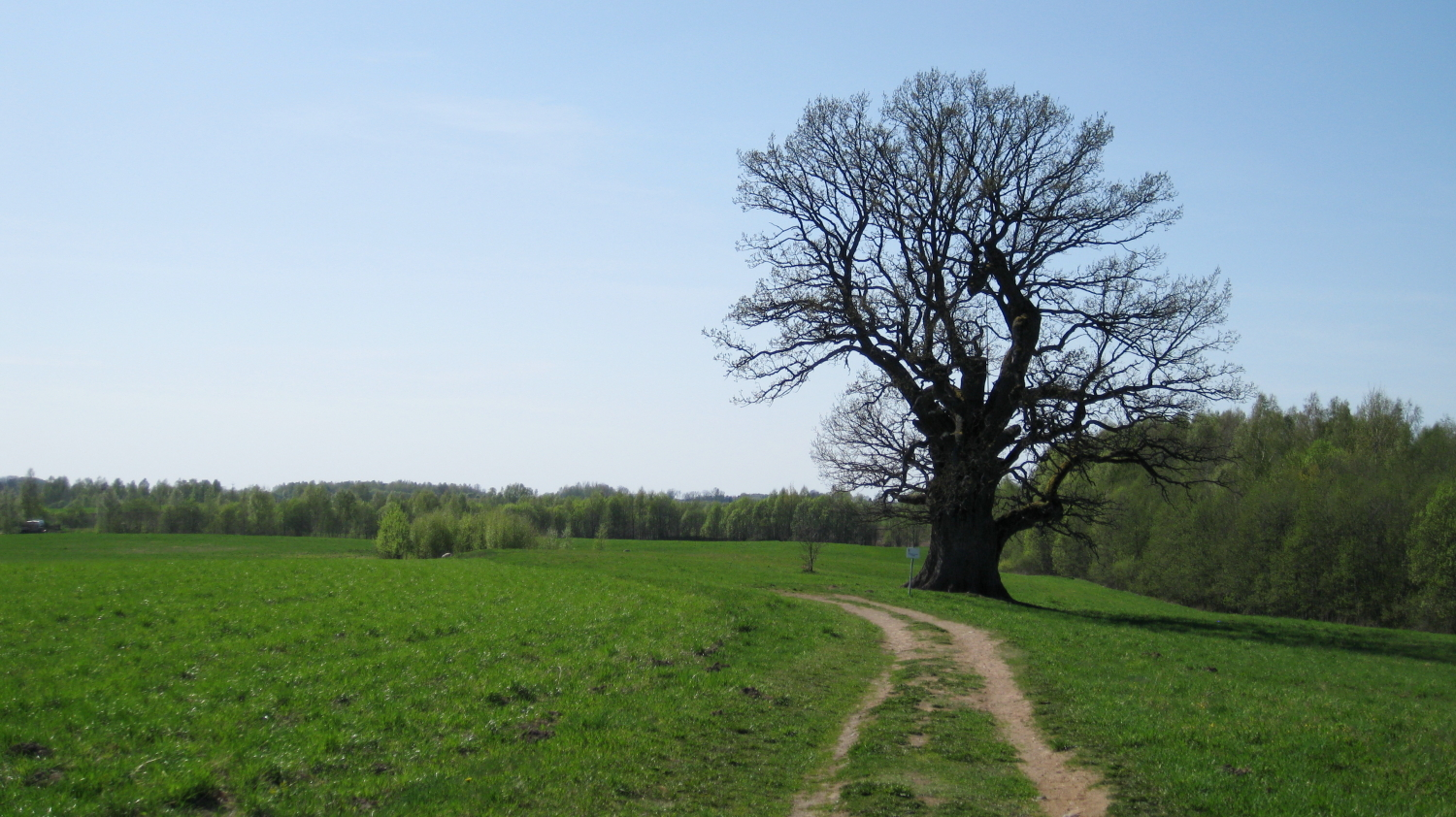
Загальний вид дерева

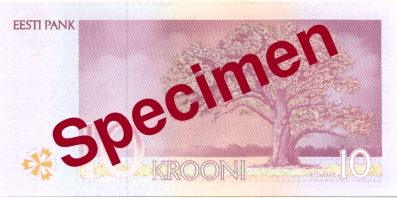
Дуб Тамме-Лаурі на зворотньому боці 10 кронової банкноти

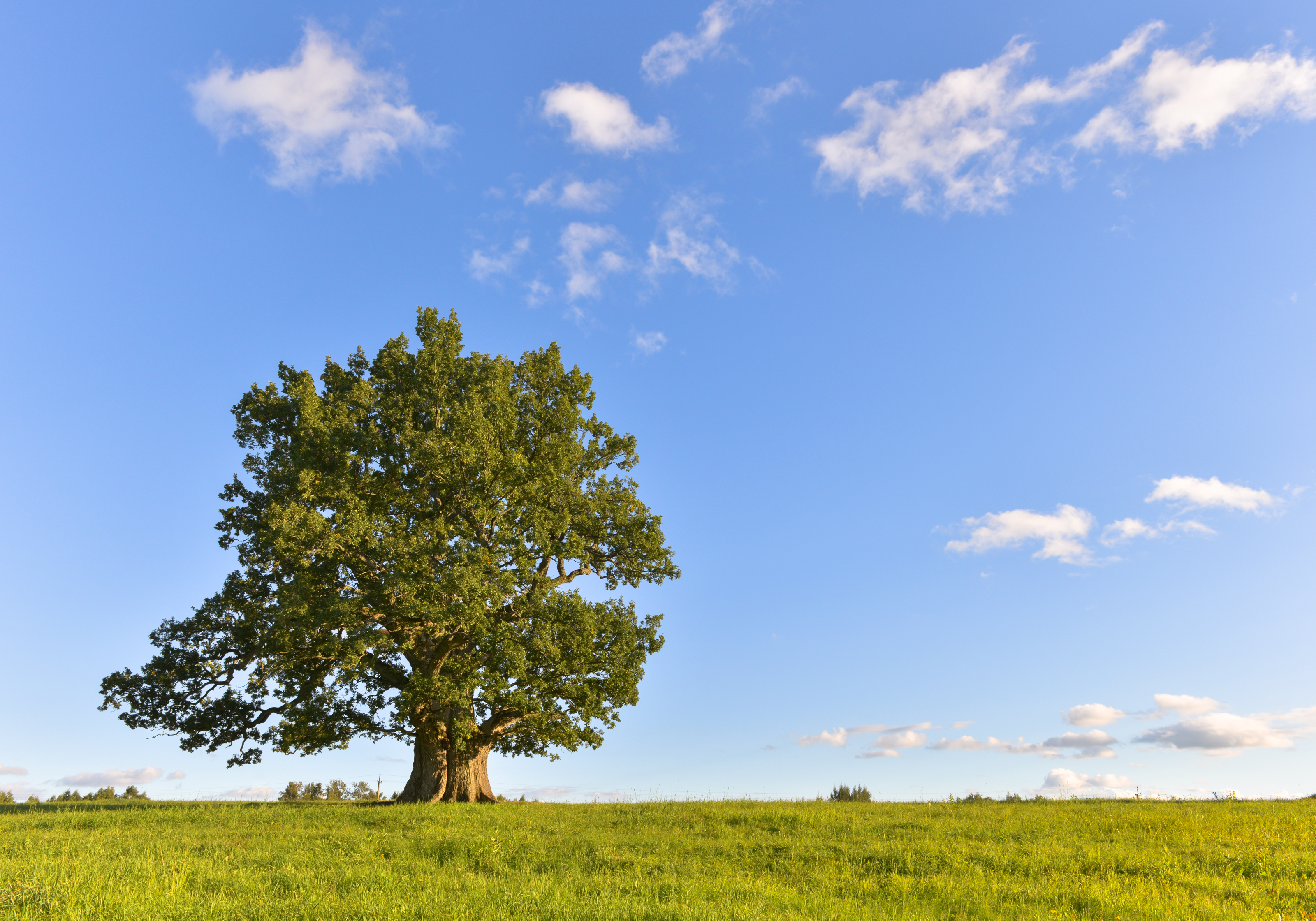
Тамме-Лаурі — найстаріше дерево Естонії

Дуб Тамме-Лаурі (ест. Tamme-Lauri tamm) — найбільший дуб, який росте на території Естонії. Дуб росте на землі однойменного хутору Тамме-Лаурі, у волості Урвасте уїзду Вірумаа.
Висота дерева від поверхні землі складає 17 метрів, а ширина обхвату стовбура дорівнює 8 метрів.. Згідно проведеним дослідженням, було виявлено, що дерево почало рости із 1326 року..
Дуб Тамме-Лаурі був зображений на зворотній стороні 10-кронової банкноти.
Дерево було взято під охорону як заповідний об'єкт республіки 30 червня 1939 року.